# Liste de substances actives de produits phytopharmaceutiques interdites par l'Union européenne
Les substances actives de produits phytopharmaceutiques interdites par l'Union européenne sont définies à  la suite d’un programme de réévaluation de leur toxicité et de leur écotoxicologie. Lorsqu'une substance active de produit phytopharmaceutique fait l'objet d'une décision de non-inscription à l'annexe I de la directive 91/414/CEE, elle ne peut pas entrer dans la composition des préparations phytopharmaceutiques commercialisées sur le territoire de l'Union européenne.
Cette annexe I de la directive 91/414/CEE concernant la mise sur le marché des produits phytopharmaceutiques constitue en effet une liste positive des substances actives autorisée à entrer dans la composition des préparations phytopharmaceutiques distribuées dans l'Union européenne. Pour mémoire, les termes de produit phytosanitaire et pesticide sont également employés dans un sens proche de celui de produit phytopharmaceutique.
La décision communautaire précise :
- la date butoir pour le retrait par les États membres des autorisations de produits phytopharmaceutiques contenant la substance active en question, sachant que les États membres doivent accorder un délai de grâce le plus court possible ;
- l’obligation pour les États membres de ne pas accorder ou de reconduire d’autorisation de mise sur le marché pour des produits phytopharmaceutiques contenant la substance active en question.

Cette liste est périodiquement révisée en fonction de la progression du programme de réévaluation toxicologique et écotoxicologique des substances actives de produits phytopharmaceutiques conduit par l'Union européenne.
La décision de ne pas inclure une substance active peut être due :
- soit au fait que la substance active ne correspond pas aux exigences d'innocuité toxicologique et écotoxicologique définies dans l'Union européenne.
- soit au refus des firmes phytosanitaires détentrices de déposer auprès de la Commission européenne un dossier toxicologique complet ou des études complémentaires demandées par les commissions compétentes.

Certaines substances actives bénéficient toutefois pour certains usages d'un délai dérogatoire différant l'interdiction de mise sur le marché des préparations phytopharmaceutiques correspondantes. Ce délai supplémentaire a pour objet de permettre l'élaboration d'une solution efficace pour remplacer la substance concernée, dans les cas où leur emploi ne présente pas de risque inacceptable, et où leur retrait provoque une impasse technique présentant un enjeu économique particulier.
La liste ci-dessous indique les noms de ces substances actives, suivies par la référence de la décision du Conseil refusant leur inscription dans l'annexe I de la directive 91/414/CEE.
Base de données de l'UE "EU Pesticide database" http://ec.europa.eu/sanco_pesticides/ .
- Haut – A
- B
- C
- D
- E
- F
- G
- H
- I
- J
- K
- L
- M
- N
- O
- P
- Q
- R
- S
- T
- U
- V
- W
- X
- Y
- Z

## 0~9
- 1,3 dichloropropène  -  2007/619/CE
- 1-décanol  -  2008/941/CE
- 2,4,5-T (sels et esters)  -  2076/2002
- 2-Benzyl-4-chlorophénol  -  2076/2002
- 2 méthyl 1 naphtylacétamide  -  2076/2002
- 3,7-Diméthyl-2,6-octadiénal  -  2004/129/CE
- (4E-7Z)-4,7- Acétate de tridécadiène-1-yl  -  2004/129/CE
- (4Z-9Z)-7,9-Dodécadiène-1-ol  -  2004/129/CE
- 4-chloro-3-méthylphénol  -  2004/129/CE
- 6-benzyladénine  -  2008/941/CE
- 7,8-Epoxi-2-méthyl-octadécane  -  2004/129/CE
- 7-Méthyl-3-méthylène-7-octène-1-yl-propionate  -  2004/129/CE

## A
- Acéphate  -  2003/219/CE
- Acétate de fentine  -  2002/478/CE
- Acétate de p-crésyl  -  2004/129/CE
- Acide borique  -  2004/129/CE
- Acide crésylique  -  2005/303/CE
- Acide lactique  -  2004/129/CE
- Acide peracétique  -  2007/442/CE
- Acide phosphorique  -  2004/129/CE
- Acide propionique  -  2004/129/CE
- Acide sébacique  -  2004/129/CE
- Alachlore  -  2006/966/CE
- Aldicarbe  -  2003/199/CE (délai dérogatoire en France sur vigne et betteraves à sucre)
- Amitraze  -  2004/141/CE
- Arsénite de sodium  -  Règlement 2076/2002/CE
- Aschersonia aleyrodis  -  2004/129/CE
- Atrazine -  2004/248/CE
- Azadirachtine -  2008/941/CE
- Azimphos-éthyl  -  1995/276/CE
- Azocycloétain  -  2008/296/CE
- Azote  -  2004/129/CE

## B
- Bases acridiniques  -  2004/129/CE
- Beauveria brongniartii  -  2008/768/CE
- Benfuracarbe  -  2007/615/CE
- Bénomyl  -  2002/928/CE
- Biphényle  -  2004/129/CE
- Brodifacoum  -  2007/442/CE
- Bromadiolone  -  2008/941/CE
- Brométhaline  -  2004/129/CE
- Bromuconazole  -  2008/832/CE
- Bromure de lauryldiméthylbenzylammonium  -  2004/129/CE
- Bromure de méthyle  -  2008/753/CE
- Buprofézine  -  2008/771/CE
- Butraline  -  2008/819/CE

## C
- Cadusafos  -  2007/428/CE
- Calciférol  -  2004/129/CE
- Carbaryl  -  2007/355/CE
- Carbofuran  -  2007/416/CE
- Carbonate de sodium  -  2004/129/CE
- Carbosulfan  -  2007/415/CE
- Chloralose  -  2007/442/CE
- Chlorflurénol  -  2004/129/CE
- Chlorhydrate de poly (imino imido biguanidine) -  2004/129/CE
- Chlorofénapyr  -  2001/697/CE
- Chlorophacinone  -  2007/442/CE
- Chlorophylline  -  2004/129/CE
- Chlorure d'alkyldiméthybenzyl ammonium  -  2004/129/CE
- Chlorure d'alkyldiméthyléthylbenzyl ammonium  -  2004/129/CE
- Chlorure de choline  -  2004/129/CE
- Chlorure de dioctyldiméthyl ammonium  -  2004/129/CE
- Chlorure de lauryldiméthylbenzylammonium  -  2004/129/CE
- Chlorure de sodium  -  2004/129/CE
- Chlorure d'octyldécyldiméthyl ammonium  -  2004/129/CE
- Chlozolinate  -  2000/626/CE
- Cholécalciférol  -  2004/129/CE
- Cinosulfuron  -  2004/129/CE
- Clofencet  -  2004/129/CE
- Composés d'ammonium quaternaire  -  2004/129/CE
- Coumachlore  -  2004/129/CE
- Coumafuryl  -  2004/129/CE
- Coumatétralyle  -  2004/129/CE
- Crimidine  -  2004/129/CE
- Cyanamide  -  2008/745/CE
- Cyanure de calcium  -  2004/129/CE
- Cyanure de sodium  -  2004/129/CE
- Cyanure d'hydrogène  -  2004/129/CE
- Cyhexaétain  -  2008/296/CE
- Cyhalothrine  -  1994/643/CE

## D
- Diazinon  -  2007/393/CE
- Dichlobenil  -  2008/754/CE
- Dichlorophène -  2005/303/CE
- Dichlorvos  -  2007/387/CE
- Dicloran  -  2008/744/CE
- Dicofol  -  2008/764/CE
- Diféthialone  -  2004/129/CE
- Dihydrogénophosphate de monocarbamide  -  2007/553/CE
- Diméthipin  -  2007/553/CE
- Diméthénamide  -  2006/1009/CE
- Diméthylarsinate de sodium  -  2004/129/CE
- Diniconazole-M  -  2008/743/CE
- Dinoterbe  -  1998/269/CE
- Diphacinone  -  2004/129/CE
- DNOC  -  1999/164/CE

## E
- (E)-10- Acétate de dodécényle  -  2004/129/CE
- Endosulfan  -  2005/864/CE
- Equisetum  -  2008/317/CE.
- Éthanethiol  -  2004/129/CE
- Éthoxyquine  -  2008/941/CE
- Éthylhexanoate  -  2004/129/CE
- Extrait de soja  -  2004/129/CE
- Extrait d'oignon -  2004/129/CE
- Extrait soluble de maïs  -  2004/129/CE

## F
- Fénitrothion  -  2007/379/CE
- Fenthion  -  2004/140/CE
- Fenvalérate  -  1998/270/CE
- Ferbame  -  1995/276/CE
- Flamprop-M  -  2004/129/CE
- Flocumafen  -  2004/129/CE
- Fluoroacétamide  -  2004/129/CE
- Flufenzine  -  2007/442/CE
- Flumetsulam  -  2007/442/CE
- Flurénol  -  2004/129/CE
- Formaldéhyde  -  2007/442/CE

## G
- Glutaraldéhyde  -  2007/442/CE

## H
- Haloxyfop-R  -  2007/437/CE
- Hexaconazole  -  2006/797/CE
- Hexaflumuron  -  2004/129/CE
- Huile d'arachide  -  2004/129/CE
- Huile de maïs  -  2004/129/CE
- Huile de noix de coco  -  2004/129/CE
- Huile de soja, époxylée  -  2004/129/CE
- Huiles de goudron  -  2004/129/CE
- Hydrochlorure de quinine  -  2008/317/CE.
- Hydroxy-8-quinoléine  -  2006/797/CE europe
- Hydroxyde d'ammonium  -  2004/129/CE
- Hydroxyde de fentine  -  2002/479/CE
- Hydroxyde de sodium  -  2004/129/CE

## I
- Imazaméthabenz -  2005/303/CE
- Imazéthapyre  -  2004/129/CE
- Isoval  -  2004/129/CE

## K
- Kasugamycine -  2005/303/CE

## L
- Lindane  -  2000/801/CE

## M
- Malathion  -  2007/389/CE
- Méfluidide -  2004/401/CE
- Mépanipyrim -  2004/62/CE
- Métalaxyl  -  2003/308/CE
- Méthabenzthiazuron  -  2006/302/CE
- Méthidathion  -  2004/129/CE  -  Dérogation pour la France sur pommes, poires, prunes, agrumes jusqu'au 30 juin 2007.
- Méthomyl  -  2007/628/CE
- Méthyl-trans-6-nonénoate  -  2004/129/CE
- Monolinuron  -  2000/234/CE

## N
- Naled  -  2005/788/CE
- Naphtalène  -  2004/129/CE
- Nitrate de baryum  -  2004/129/CE
- Nuarimol  -  2004/129/CE

## O
- Oxydéméton-méthyle - 2007/392/CE
- o-benzyl-p-chlorphénoxyde de sodium  -  2004/129/CE
- Oxyde de calcium  -  2004/129/CE

## P
- Papaïne  -  2004/129/CE
- Paraquat  - Par un arrêt du 11 juillet 2007, le tribunal de première instance des Communautés européennes a annulé la directive 2003/112/CE de la Commission du 1er décembre 2003 qui autorisait le paraquat.
- Parathion  -  2001/520/CE
- Parathion méthyl  -  2003/166/CE
- p-dichlorobenzène  -  2004/129/CE
- Permanganate de potassium  -  2008/768/CE
- Perméthrine  -  2000/817/CE
- Peroxyde d'hydrogène  -  2007/442/CE
- Phérodime  -  2004/129/CE
- Phosalone  -  2006/1010/CE
- Phosphate de calcium  -  2004/129/CE
- Phoxime  -  2007/442/CE
- Polyoxine -  2005/303/CE
- Prétilachlore  -  2004/129/CE  -  Dérogation pour la France sur riz jusqu'au 30 juin 2007.
- Primisulfuron  -  2004/129/CE
- Pronumone  -  2004/129/CE
- Propachlore  -  2008/742/CE
- Propanil  -  2008/769/CE
- Propanol-2  -  2004/129/CE
- Prophame  -  1995/586/CE
- Propionate de sodium  -  2004/129/CE
- p-t-amylphénoxyde de sodium  -  2004/129/CE
- Pyranocumarin  -  2004/129/CE
- Pyrazophos  -  2000/816/CE

## Q
- Quinclorac  -  2004/129/CE
- Quintozène  -  2000/816/CE

## R
- Roténone  -  2008/317/CE. Par dérogation, la France bénéficie d'un délai supplémentaire pour des usages sur pommes, pêches, cerises, vigne et pomme de terre, en réservant l'emploi de la roténone aux utilisateurs professionnels munis d'un équipement de protection approprié.

## S
- Scilliroside  -  2004/129/CE
- Serricornine  -  2004/129/CE
- Simazine -  2004/247/CE
- Sorbate de potassium  -  2004/129/CE
- Streptomycine  -  2004/129/CE
- Strychnine  -  2004/129/CE
- Sulfamate d'ammonium  -  2006/797/CE
- Sulfate d'aluminium  -  2008/941/CE
- Sulfate d'ammonium  -  2004/129/CE
- Sulfate de thallium  -  2004/129/CE

## T
- Tecnazène  -  2000/725/CE
- Tétraborate de sodium  -  2004/129/CE
- Tétrathiocarbonate de sodium  -  2006/797/CE
- Thidiazuron  -  2008/296/CE
- Thiourée  -  2004/129/CE
- Trans-6-Nonène-1-ol  -  2004/129/CE
- Triadiméfon  -  2004/129/CE
- Trichlorfon  -  2007/356/CE
- Tricyclazone  -  2008/770/CE
- Tridémorphe  -  2004/129/CE
- Triflumizole  -  2008/748/CE
- Trifluraline  -  2007/629/CE
- Trimedlure  -  2004/129/CE

## V
- Virus de la granulose d'Agrotis segetum  -  2004/129/CE
- Virus de la mosaïque de la tomate  -  2004/129/CE
- Virus de la polyédrose nucléaire de Mamestra brassica  -  2004/129/CE

## Z
- (Z)-3-Méthyl-6-isopropényle-3,4-décadiène-1-yl  -  2004/129/CE
- (Z)-3-Méthyl-6-isopropényle-9-décène-1-yl acétate  -  2004/129/CE
- (Z)-5-Acétate de dodécène-1-yl  -  2004/129/CE
- (Z)-7-Tétradécanol  -  2004/129/CE
- (Z)-9-Tricosène  -  2004/129/CE
- (Z,Z) Acétate d'octadiényle  -  2004/129/CE
- Zinèbe  -  2001/245/CE

## Référence
- (fr) Texte consolidé de la directive 91/414/CEE inclus dans l'Introduction à la réglementation des Produits phytopharmaceutiques de la Commission européenne.